# سیارک ۴۸۰۷
سیارک ۴۸۰۷ (به انگلیسی: 4807 Noboru، نامگذاری:1991AO) چهار هزار و هشتصد و هفتمین سیارک کشف شده‌است که در ۱۰ ژانویه ۱۹۹۱ کشف شد.
قدر مطلق سیارک برابر ۱۳٫۴۰ است.